# Claude Bazin de Bezons
Claude Bazin de Bezons (1617, Paříž – 20. března, 1684), byl francouzský advokát, politik, a člen Francouzské akademie.
Jeho otec, Claude Bazin, se oženil s Marií Chanterel roku 1571 a byl pasován na rytíře Ludvíkem XIII. roku 1611.
Claude Bazin de Bezons se stal advokátem u Grand Conseil. Roku 1643, byl zvolen členem Francouzské akademie.
Sloužil jako intendant práva, policie, a financí v Soissons, a potom v Languedocu od roku 1654 do roku 1674; během této doby byl také pověřen reorganizací univerzity v Toulouse a Montpellieru. Po návratu do Paříže byl jmenován Conseil d'État (státním radou).
Zanechal po sobě pouze několik písemností, zahrnující řečnické projevy a překlad pražského míru mezi Ferdinandem II. a Janem Jiřím I. Saským roku 1635.